# 薬師山精進
薬師山 精進（やくしやま せいしん、1920年5月6日 - 2000年2月16日）は、昭和初期の力士。高砂部屋所属。本名は斉藤 精作。身長170cm、体重95kg。青森県弘前市出身。最高位は東十両13枚目。得意技は突き、押し、捻り、高無双。

## 来歴
幼少期から相撲が好きで、1934年高砂一門が青森県で巡業を行った際に自ら志願して高砂部屋に入門を許可された。翌1935年1月場所で初土俵を踏む。四股名は郷里の薬師堂から「薬師山」と名乗った。1940年1月場所満19歳で十両に昇進した。この場所は4勝11敗に終わり、翌場所幕下に落ちた。その後右肘を痛めたこともあり、十両復帰はならなかった。一時「鷹揚山」と改名したが、再び「薬師山」に戻した。1946年11月場所に26歳で廃業した。
小兵ながら稽古熱心で、突き押しに始まり、捻り技もあるなど、変化の豊富さと巧さを併せ持つキビキビとした相撲であった 。相撲甚句が得意だったという。
2000年2月16日に79歳で亡くなった。

## 主な成績
- 通算成績：65勝65敗24休 勝率.500
- 十両成績：4勝11敗 勝率.267
- 現役在位：23場所
- 十両在位：1場所

### 場所別成績
| 1935年 （昭和10年） | （前相撲）              | （番付外）                | x                       |
| 1936年 （昭和11年） | （前相撲）              | 西序ノ口3枚目 2–4         | x                       |
| 1937年 （昭和12年） | 東序二段33枚目 4–2      | 西序二段5枚目 3–4         | x                       |
| 1938年 （昭和13年） | 東序二段9枚目 6–1       | 東三段目18枚目 4–3        | x                       |
| 1939年 （昭和14年） | 東幕下41枚目 4–3        | 西幕下20枚目 6–2          | x                       |
| 1940年 （昭和15年） | 東十両13枚目 4–11       | 西幕下2枚目 4–4           | x                       |
| 1941年 （昭和16年） | 西幕下2枚目 4–4         | 東幕下2枚目 4–4           | x                       |
| 1942年 （昭和17年） | 東幕下2枚目 2–6         | 西幕下16枚目 2–6          | x                       |
| 1942年 （昭和17年） | 西幕下30枚目 休場 0–0–8 | 西三段目16枚目 休場 0–0–8 | x                       |
| 1944年 （昭和19年） | 西三段目42枚目 4–4      | 西三段目31枚目 5–0        | 東幕下36枚目 4–1        |
| 1945年 （昭和20年） | x                       | x                         | 東幕下23枚目 2–2–1      |
| 1946年 （昭和21年） | x                       | 国技館修理 のため中止     | 東幕下27枚目 引退 0–0–7 |
| 各欄の数字は、「勝ち-負け-休場」を示す。 優勝 引退 休場 十両 幕下 三賞：敢=敢闘賞、殊=殊勲賞、技=技能賞 その他：★=金星 番付階級：幕内 - 十両 - 幕下 - 三段目 - 序二段 - 序ノ口 幕内序列：横綱 - 大関 - 関脇 - 小結 - 前頭（「#数字」は各位内の序列） |                         |                           |                         |

## 改名歴
- 薬師山 精進（やくしやま せいしん）1935年1月場所 - 1941年5月場所
- 鷹揚山（おうようやま ）1942年1月場所 - 1944年5月場所
- 薬師山 精進（やくしやま - ）1944年11月場所 - 1946年11月場所